# プラティーハーラ朝

プラティーハーラ朝

プラティーハーラ朝の版図（緑）。この王朝とともに、ラーシュトラクータ朝（オレンジ）、パーラ朝（紫）が鼎立していた。

プラティーハーラ朝（プラティーハーラちょう、英語：Pratihara dynasty）とは、8世紀後半から11世紀初頭まで、北西インドを支配したラージプートのヒンドゥー王朝（750年頃 - 1018年あるいは1036年）。首都はカナウジ。

## 名称
グルジャラ族が建国したことから、グルジャラ・プラティーハーラ朝（Gurjara Pratihara dynasty）とも呼ばれる。

## 概要
プラティーハーラ朝は、インド北東部のパーラ朝、デカンのラーシュトラクータ朝とよく争ったが、この王朝のインド史において果たした最大の役割は、イスラーム勢力のシンド以東への進出をほぼ300年にわたって阻止し続けてきたことである、という研究者もいる。

## 歴史

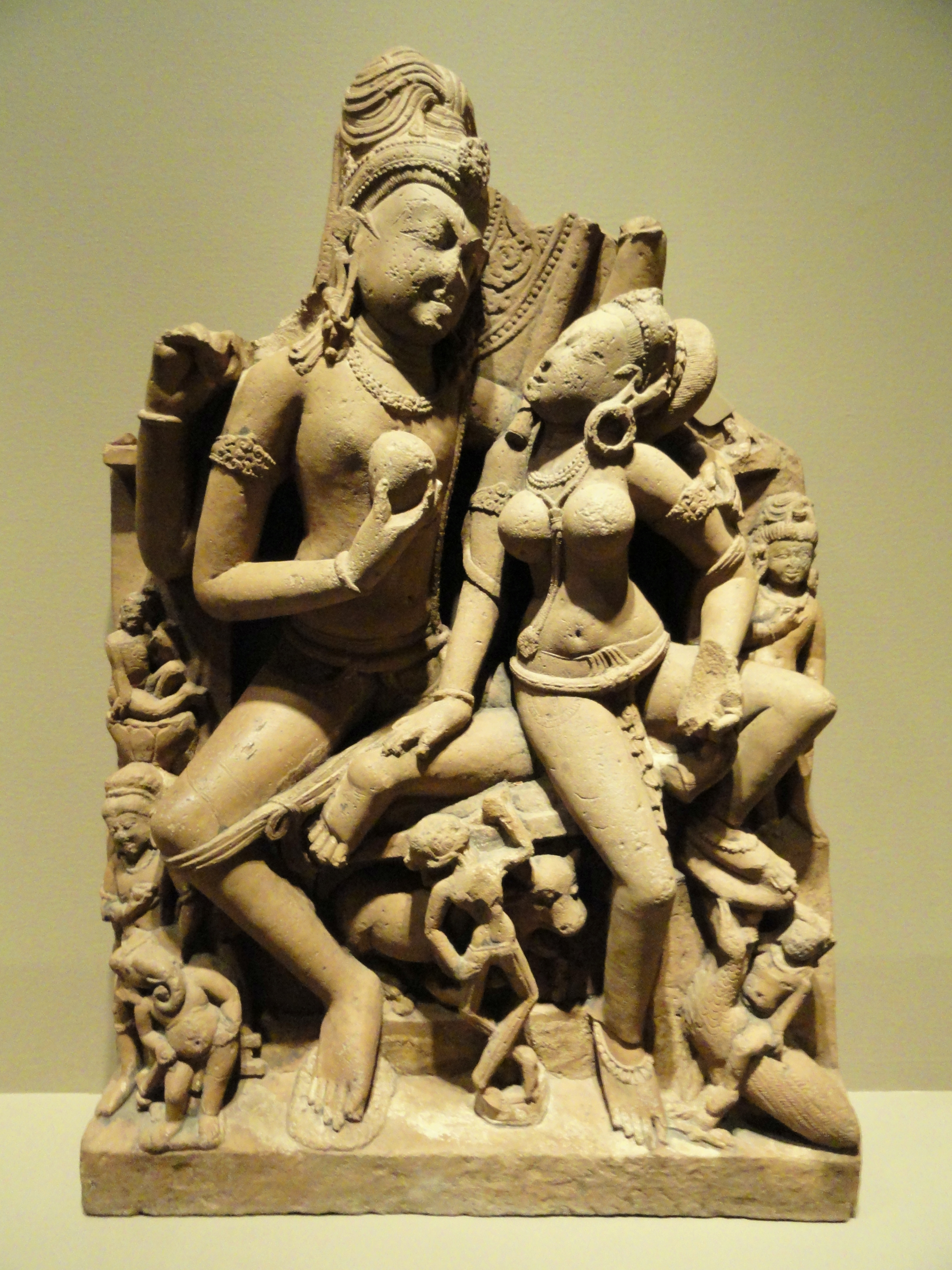
シヴァ神とその配偶神パールヴァティーの像（9世紀から10世紀前半、プラティーハーラ朝の時代に製作）

### 前史
プラティーハーラ朝は、ラージプーターナー地方に定着して数王国を形成した、ラージプートのグルジャラ族に属し、6世紀中頃に出たハリチャンドラ （Harichandra） というバラモン出身の人物を祖とし、数系統に分かれたプラティーハーラ家のうちの分家の一つであった。

### 建国期
この家系から出たナーガパタ1世（在位：750年 - 780年） は、ヴァルダナ朝滅亡後のガンジス川流域の混乱に乗じて勢力を拡大し、現在のパキスタン南部にあたるシンド地方を征服したアラブ勢力の進出も阻止して、北西インドの主導権を得た。
ナーガパタ1世の兄弟の孫にあたるヴァッツァラージャ（在位：780年 - 800年）は、遠征軍をベンガル方面に進め、インド北東部のパーラ朝の王ダルマパーラ（在位：780年 - 810年）と戦って、領土を東方に広げたが、デカンのラーシュトラクータ朝の王ドゥルヴァと戦って敗れた。
ナーガパタ2世（在位：800年 - 833年）の時代に、王朝は勢力を挽回し、その領域を東西に拡大し、パーラ朝を破って、その保護下にあった北インドの中心都市カナウジを占領して首都としたが、ラーシュトラクータ朝のゴーヴィンダ3世と戦って敗れた。

### 再興期
王朝を再興したのは、ナーガパタ2世の孫ボージャ1世（在位：836年 - 885年）で、カナウジで即位式をあげたのちに征服事業を開始し、北はヒマラヤ山麓、南はナルマダー川、東はベンガルのパーラ朝の領域を除いて北インドの大部分を支配した。
また、ラーシュトラクータ朝にナルマダー河畔で勝利して、海上交易の拠点であり北インドの商品の西アジアへの出入り口であったグジャラートも獲得し、王朝の領土も広げた。
また、一度は敗れたパーラ朝に対し、デーヴァパーラ（在位：810年 - 850年）がなくなって弱体化したところを攻めて、東方へも領域を拡大し、北インドの大部分を支配するに至った。
その息子のマヘーンドラパーラ1世（在位：885年 - 910年）の治世も、プラティーハーラ朝は繁栄が続き、父の遺した広大な版図を維持していた。
当時の様子について、アラブ人旅行者マスウーディーの述べるところでは、プラティーハーラ朝はインドで最も優秀な騎兵軍を持っていたという。

### 衰退期
その後、10世紀前半、プラティーハーラ朝はラーシュトラクータ朝に攻撃され、グジャラートを失い衰退した。同世紀には、ラージャスターンのチャーハマーナ朝、マールワーのパラマーラ朝やブンデールカンドのチャンデーラ朝など支配下にあった封臣（サーマンタ）である諸国が、次々と独立の動きを見せ、分裂弱体化の一途をたどっていった。

### 滅亡

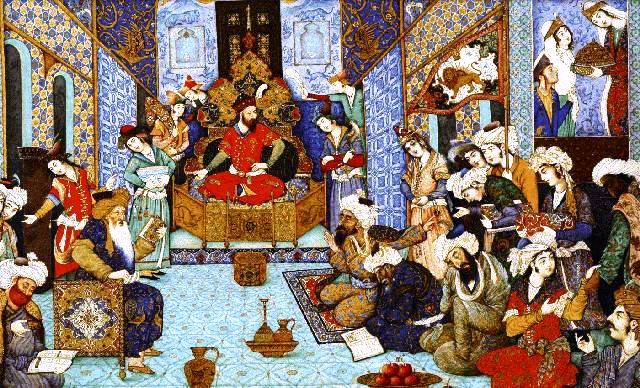
ガズナ朝のマフムード

ラージヤパーラ（在位：960年 - 1018年）の治世、1008年からプラティーハーラ朝はガズナ朝のマフムードの攻撃を受け、1018年に首都カナウジを落とされてしまった。ラージヤパーラはカナウジを逃げたものの、ムスリムにむざむざ首都を明け渡したという理由で、チャンデーラ朝に殺されてしまった。
その後、プラティーハーラ朝は他王朝におされて衰退しながらも、細々と存続したが、1036年にヤシャパーラ（在位：1024年 - 1036年）の代をもって完全に滅亡した。
11世紀末になると、カナウジを中心とした北インドには、新たにガーハダヴァーラ朝が起こった。

## 歴代君主
- ナーガパタ1世 （Nagabhata I, 在位：750年 - 780年）
- ヴァッツァラージャ（Vatsaraja, 在位：780年 - 800年）
- ナーガパタ2世（Nagabhata II, 在位：800年 - 833年）
- ラーマバドラ（Ramabhadra, 在位：833年 - 836年）
- ボージャ1世（Bhoja I, 在位：836年 - 885年）
- マヘーンドラパーラ1世（Mahendrapala I, 在位：885年 - 910年）
- ボージャ2世（Bhoja II, 在位：910年 - 913年）
- マヒーパーラ1世（Mahipala I, 在位：913年 - 944年）
- マヘーンドラパーラ2世（Mahendrapala II, 在位：944年 - 948年）
- デーヴァパーラ（Devapala, 在位：948年 - 954年）
- ヴィナーヤカパーラ（Vinayakapala, 在位：954年 - 955年）
- マヒーパーラ2世（Mahipala II, 在位：955年 - 956年）
- ヴィジャヤパーラ（Vijaypala, 在位：956年 - 960年）
- ラージヤパーラ（Rajyapala, 在位：960年 - 1018年）
- トリローチャンパーラ（Trilochanpala, 在位：1018年 - 1027年）
- ヤシャパーラ（Yashapala, 在位：1024年 - 1036年）